# Tara Herrmann
Pour les articles homonymes, voir Tara et Herrmann.
Tara Herrmann est une productrice et scénariste américaine.

## Filmographie
| année     | titre                   | productrice | scénariste | notes           |
| --------- | ----------------------- | ----------- | ---------- | --------------- |
| 2009      | The Othersiders         | 1 épisode   |            | série télévisée |
| 2010      | Weeds                   |             | 1 épisode  | série télévisée |
| 2009-2010 | The Monster Hunter      | 14 épisodes |            | série télévisée |
| 2015      | The Devil You Know      | 1 épisode   |            | mini-série      |
| 2013-2016 | Orange Is the New Black | 52 épisodes | 4 épisodes | série télévisée |
| 2016      | G.L.O.W. (en)           | 1 épisode   |            | série télévisée |